# Forschungsstelle für regionale Zeitgeschichte und Public History

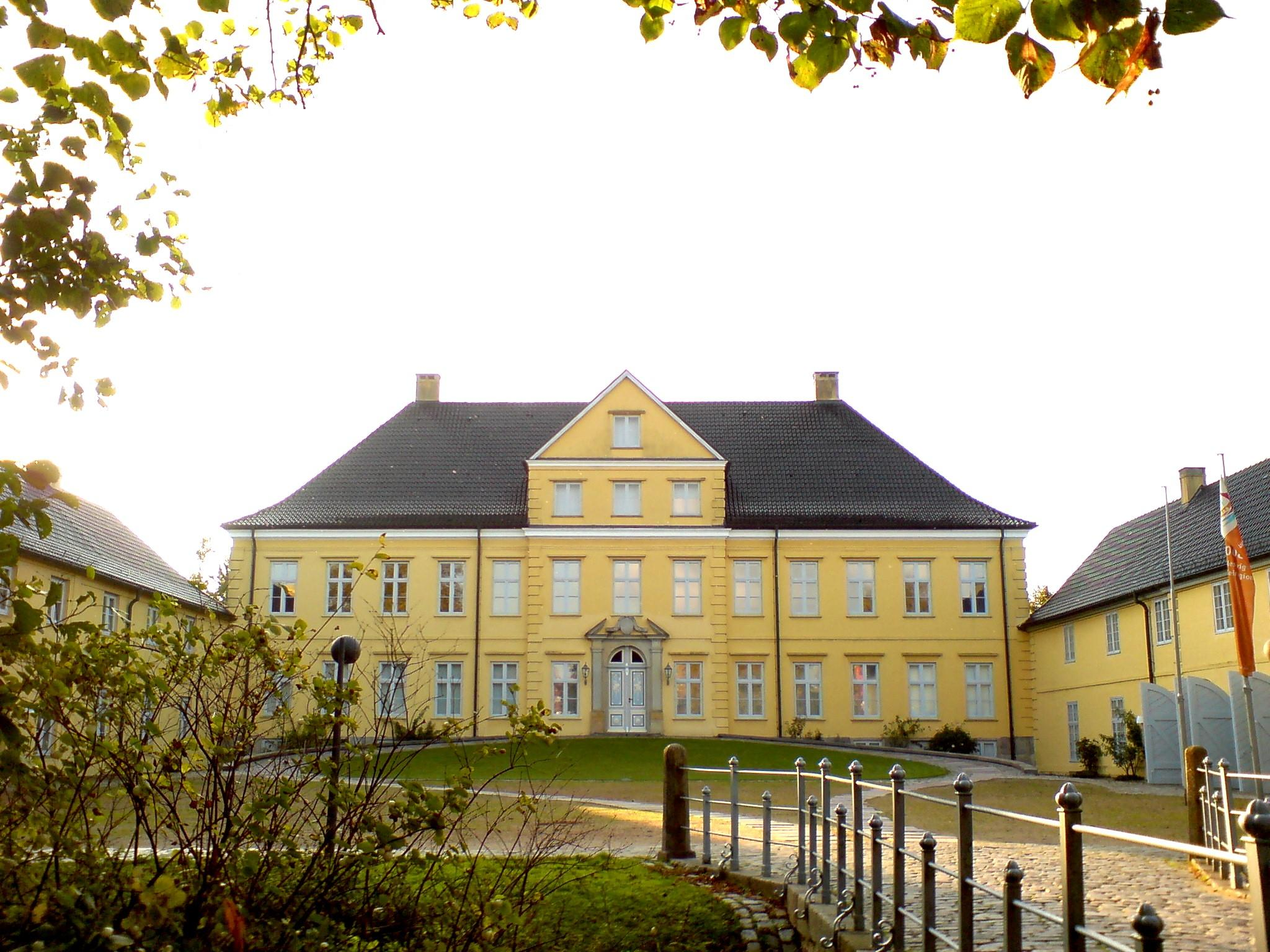
Prinzenpalais in Schleswig

Die Forschungsstelle für regionale Zeitgeschichte und Public History (frzph), bis 31. Dezember 2018 Institut für schleswig-holsteinische Zeit- und Regionalgeschichte (IZRG), im Prinzenpalais in Schleswig ist eine wissenschaftliche Einrichtung der Universität Flensburg, die direkt dem Präsidium der Hochschule zugeordnet ist. Alleiniger Direktor ist seit 1. Januar 2019 Uwe Danker. 

## Gebäude
Das Gebäude gehört zu sogenannten Prinzenpalais in Schleswig.

## Gründung
Die Vorgängereinrichtung, das IZRG, war 1992 von der Landesregierung Schleswig-Holsteins neu gegründet worden, weil nach Auffassung der SPD Schleswig-Holstein, die die Regierung bildete, und mancher schleswig-holsteinischer Geschichtsvereine, die in vielen Orten Schleswig-Holsteins ab dem Ende der 1970er Jahre zur Erforschung der NS-Zeit entstanden waren, und unabhängiger Forschern zur NS-Geschichte, die bisherige Forschung zur Zeitgeschichte und NS-Zeit am historischen Seminar der Kieler Universität größtenteils für unzulänglich gehalten worden war. Der damals zuständige Landeshistoriker hatte noch 1984 die Phase des Nationalsozialismus als „zeithistorisch nicht besonders interessante politische Landschaft angesehen“.  Die Initiative zur Gründung eines neuen Instituts für Geschichte war vom „Arbeitskreis für Wirtschafts- und Sozialgeschichte Schleswig-Holsteins“, dem „Arbeitskreis zur Erforschung des Nationalsozialismus in Schleswig-Holstein“ („AKENS“) und dem der SPD nahestehenden „Beirat für Geschichte der Arbeiterbewegung und Demokratie in Schleswig-Holstein“ (kurz „Beirat für Geschichte“) sowie dem sich sehr für Kultur engagierenden SPD-Landtagsabgeordnete Kurt Hamer ausgegangen. Zu dem Institut gehörte das Kuratorium – heute „Beirat“ –, das das Institut begleiten und beraten sollte. Von Anfang an waren unter anderen in dem Kuratorium der „Arbeitskreis für Sozial- und Wirtschaftsgeschichte“, der „AKENS“ und der „Beirat für Geschichte“ vertreten. Später war auch die kritisierte Universität Kiel vertreten. Eine maßgebliche Persönlichkeit des Kuratoriums war Manfred Jessen-Klingenberg, der von 1998 bis zu seinem Tod Vorsitzender des Kuratoriums war. Die drei ersten Direktoren des IZRG waren Uwe Danker, Detlef Korte, der ehemalige Sprecher des AKENS, und der Historiker Gerhard Paul. Bald entstand großer Streit im Kuratorium, zwischen den Direktoren und beiden Gremien, der auch nach dem Freitod Detlef Kortes im Jahr 1995 nicht zu Ende ging. Der Streit führte dazu, dass die Verlängerung von Uwe Dankers Stelle 1999 unter anderem dadurch gefährdet war, dass der Stelleninhaber Danker nicht auf die Liste der Berufungskommission aufgenommen wurde, der u. a. der Kollege Paul angehörte. Danker setzte sich schließlich mit anwaltlicher Hilfe durch und startete mit dem dazu gewonnenen Kollegen Robert Bohn 1999 einen Neuanfang des Instituts, nachdem Paul aus dem Institut ausgeschieden war. Am 9. November 2002 konnte das Institut mit einer Tagung über den „Nationalsozialismus in der Provinz“ bei Anwesenheit der Kultusministerin von Schleswig-Holstein Ute Erdsiek-Rave und zahlreichen Gästen seinen 10-jährigen Geburtstag in Schleswig feiern. Erdsiek-Rave lobte das Institut, das sich bewährt habe. Professor Bohn sprach bei der Veranstaltung davon, dass das Institut mittlerweile ein Erfolgsmodell sei. Dem Bericht der Zeitung zufolge waren die Grünen in Schleswig-Holstein der Ansicht, dass „das Institut aus turbulenten Phasen in ruhiges Fahrwasser gekommen sei“. Ähnliches war auch von der FDP und der CDU zu hören. Seitdem hat das Institut viele weitere Arbeitsaufträge erledigt und eine große Anzahl von Veröffentlichungen vorzuweisen.

## Tätigkeitsfelder
Die frzph erforscht in Einzelvorhaben und Projekten schleswig-holsteinische Zeit- und Regionalgeschichte seit dem Beginn der Industrialisierung. 
Darüber hinaus geht es auf Fragestellungen ein, welche sich auf die Fachdidaktik Geschichte und die Vermittlung von Geschichte mithilfe der Neuen Medien beziehen.
Inhaltlich mitverantwortlich ist die Einrichtung für VIMU, das Virtuelle Museum – dansk-deutsche regionalhistorie.
Die Forschungsergebnisse der Forschungsstelle werden der Öffentlichkeit durch Publikationen und Veranstaltungen nahegebracht. Für Multiplikatoren hält die Einrichtung Schulungs- und Materialangebote bereit.